# Ítalo Severino Di Stéfano
Ítalo Severino Di Stéfano (Llambi Campbell, provincia de Santa Fe, 17 de enero de 1923 - 11 de octubre de 2002) fue un sacerdote consagrado el 21 de septiembre de 1946; elegido obispo de Presidencia Roque Sáenz Peña el 12 de agosto de 1963; recibió la ordenación episcopal y tomó posesión de esta diócesis el 19 de abril de 1964; promovido a arzobispo de San Juan de Cuyo el 8 de noviembre de 1980; tomó posesión de esta sede el 22 de marzo de 1981. Renunció por edad el 29 de marzo de 2000, luego se radicó en su provincia natal hasta el día de su muerte.
- Datos: Q6174523